# Warsaw (Kentucky)
Warsaw es una ciudad ubicada en el condado de Gallatin en el estado estadounidense de Kentucky. En el Censo de 2010 tenía una población de 1615 habitantes y una densidad poblacional de 898,49 personas por km².

## Geografía
Warsaw se encuentra ubicada en las coordenadas 38°46′48″N 84°54′13″O / 38.78000, -84.90361. Según la Oficina del Censo de los Estados Unidos, Warsaw tiene una superficie total de 1.8 km², de la cual 1.68 km² corresponden a tierra firme y (6.48%) 0.12 km² es agua.

## Demografía
Según el censo de 2010, había 1615 personas residiendo en Warsaw. La densidad de población era de 898,49 hab./km². De los 1615 habitantes, Warsaw estaba compuesto por el 85.94% blancos, el 4.33% eran afroamericanos, el 0.06% eran amerindios, el 0.68% eran asiáticos, el 0% eran isleños del Pacífico, el 5.7% eran de otras razas y el 3.28% pertenecían a dos o más razas. Del total de la población el 12.38% eran hispanos o latinos de cualquier raza.